# Diestota lurida
Diestota lurida är en skalbaggsart som beskrevs av Sharp 1908. Diestota lurida ingår i släktet Diestota och familjen kortvingar. Inga underarter finns listade i Catalogue of Life.